# Acido orotico
L'acido orotico è un acido carbossillico eterociclico. Viene anche chiamato acido pirimidin carbossilico, e storicamente si credeva che facesse parte del complesso della vitamina B e veniva chiamato "vitamina B13", tuttavia oggigiorno sappiamo che non è affatto una vitamina.
Il composto viene sintetizzato nel corpo umano da un enzima mitocondriale, la diidro orotato deidrogenasi, oppure da un enzima citoplasmatico appartenente al percorso di sintesi delle pirimidine.

## Sintesi
Il diidro-orotato (DHO) viene trasformato in acido orotico dall'enzima diidroorotato deidrogenasi, dove in seguito si unisce al fosforibosil pirofosfato (PRPP) per formare l'orotidina-5'-monofosfato (OMP).
Una caratteristica distintiva della sintesi delle pirimidine è che l'anello viene sintetizzato prima di unirlo allo zucchero, il ribosio, mentre invece nella sintesi delle purine la costruzione dell'anello avviene direttamente a partire dallo zucchero.

## Sicurezza
L'acido orotico può essere mutagenico per le cellule somatiche dei mammiferi, per i batteri ed i lieviti.

## Patologia
Un accumulo di acido orotico può portare a aciduria orotica e acidemia. Può essere un sintomo di un carico di ammoniaca aumentato a causa di un disturbo metabolico, come un disturbo del ciclo dell'urea.
In carenza di ornitina carbammiltransferasi, il più comune disturbo del ciclo dell'urea ereditato tipicamente dal cromosoma X, l'eccesso di carbammilfosfato viene convertito in acido orotico. Questo porta ad un aumento del livello sierico di ammoniaca, aumento nel siero e nelle urine di acido orotico e un calo di azoto ureico nel siero. Questo porta anche ad un aumento dell'escrezione urinaria dell'acido orotico, perché esso non viene adeguatamente utilizzato e deve essere eliminato. L'iperammoniemia esaurisce l'alfa-chetoglutarato che determina l'inibizione del ciclo degli acidi tricarbossilici (TCA) diminuendo la produzione di adenosina trifosfato (ATP).
L'aciduria orotica è una causa di anemia megaloblastica.
I sali dell'acido orotico sono estremamente efficaci come vettori di minerali nell'organismo, portandone l'assorbimento (che altrimenti sarebbe al 3% circa) fino al 60% - 80%. Sono coinvolti anche in rare forme di litiasi urinaria, e viene utilizzato in alcune diete per aumentare la biodisponibilità di alcuni sali, il più comune è il litio orotato.